# Mormia villosa
Mormia villosa är en tvåvingeart som beskrevs av Krek 1972. Mormia villosa ingår i släktet Mormia och familjen fjärilsmyggor. Inga underarter finns listade i Catalogue of Life.